# باشگاه فوتبال زنان شهر ابوظبی
باشگاه فوتبال زنان شهر ابوظبی یک باشگاه حرفه ای که در ابوظبی، امارات متحده عربی واقع شده است.